# 810 Atossa
A 810 Atossa (ideiglenes jelöléssel 1915 XQ) a Naprendszer kisbolygóövében található aszteroida. Max Wolf fedezte fel 1915. szeptember 8-án.